# ويكيبيديا الأكسيتانية
ويكيبيديا الأكسيتانية (الأكسيتانية:wikipèdia en occitan) هي النسخة الأكسيتانية من موسوعة ويكيبيديا.

## الإحصائيات
| عدد المستخدمين المسجلين | عدد المستخدمين النشيطين | عدد المقالات | صفحات المحتوى | عدد التعديلات | عدد الملفات المرفوعة | عدد الإداريين |
| ----------------------- | ----------------------- | ------------ | ------------- | ------------- | -------------------- | ------------- |
| 58٬270                  | 108                     | 90٬873       | 165٬588       | 2٬459٬156     | 305                  | 4             |